# سبيطي
السبيطي أو المزيزي (الاسم العلمي: Sparidentex hasta) هو أحد أنواع جنس الصبيطي من فصيلة الأسبور (Sparidae) والتي يكثر تواجدها في مياه الخليج العربي.